# نور جابر البرغوثي
نور جابر البرغوثي (1997 - 22 نيسان 2020) أسير فلسطيني من عابود غرب رام الله. أُسر منذ عام 2017 وحكم عليه بالسجن لمدة ثماني سنوات بتهمة إلقاء الحجارة، قضى منهم أربع سنوات قبل استشهاده.

## استشهاده
أعلن نادي الأسير الفلسطيني يوم الأربعاء الموافق 22 نيسان/أبريل عام 2020 عن استشهاد البرغوثي (23) عاماً إثر تعرضه لنوبة إغماء أثناء تواجده في الحمام في قسم (25) في سجن النقب الصحراوي جنوب بئر السبع وتأخُّر إدارة السجن في إنعاشه لأكثر من نصف ساعة بعد فقدانه لوعيه، وقد سلمت سلطات الاحتلال جثمانه في تاريخ 27 نيسان 2020، وهو واحد من مئات الأسرى الفلسطينيين الذين استشهدوا نتيجة للإهمال الطبي المتعمد من الاحتلال الإسرائيلي في السجون الإسرائيلية.